# ألكسندر ستيوارت جولي
ألكسندر ستيوارت جولي (بالإنجليزية: Alexander Stewart Jolly) هو مهندس معماري أسترالي، ولد في 18 يوليو 1887، وتوفي في 1957.